# Ga Namseong
Ga Namseong (Tiếng Hàn: 남성역, Hanja: 南城驛) là ga trên Tàu điện ngầm Seoul tuyến 7 nằm ở Sadang-ro, Dongjak-gu, Seoul. Đại học Chongshin nằm gần đó.

## Lịch sử
- 1 tháng 8 năm 2000: Việc kinh doanh bắt đầu với việc khai trương đoạn Sinpung ~ Đại học Konkuk của Tàu điện ngầm Seoul tuyến 7 với tên phụ là Đại học Chongshin
- 1 tháng 2 năm 2001: Ga Isu trên Tàu điện ngầm Seoul tuyến 4 được đổi tên thành Ga vào Đại học Chongshin (Isu) và tên ga phụ bị bãi bỏ.
- 15 tháng 1 năm 2015: Công tác lắp đặt thang cuốn lối ra 3
- 30 tháng 4 năm 2016: Chậm trễ lắp đặt thang cuốn tại lối ra 3
- 16 tháng 8 năm 2016: Hoàn thành lắp đặt thang cuốn lối ra 3

## Bố trí ga
| Isu ↑             |
| \| N/B            |
| ↓ Đại học Songsil |

| Hướng Bắc | ● Tuyến 7 | ← Hướng đi Isu · Văn phòng Gangnam-gu · Sangbong · Jangam |
| Hướng Nam | ● Tuyến 7 | → Hướng đi Boramae · Daerim · Onsu · Seongnam →           |

## Xung quanh nhà ga
| Lối ra \| 나가는 곳 \| Exit \| 出口 | Lối ra \| 나가는 곳 \| Exit \| 出口 |
| ----------------------------------- | --- |
| 1                                   | Sadang 4-dong Chợ ngõ ga Namseong Trung tâm phúc lợi cộng đồng Sadang Đại học Soongsil Trung tâm cộng đồng Sadang 4-dong Trung tâm An ninh Sadang 4 |
| 2                                   | Sadang 5-dong Trường tiểu học Shinnamseong Trường trung học Dongjak Trung tâm văn hóa Sadang Trung tâm cộng đồng Sadang 5-dong                      |
| 3                                   | Đại học Chongshin Trường trung học cơ sở Sadang Trung tâm cộng đồng Sadang 3-dong                                                                   |
| 4                                   | Sadang 3-dong Trường tiểu học Namseong Khu vực Namseong Trường tiểu học Samil                                                                       |